# ポネット
ポネット（Ponette）は1996年のフランス映画である。

## 概要
4歳にして母親を失った幼女ポネットが『死』という概念を理解し、母の死を乗り越えていくまでの軌跡を描くヒューマンドラマ。監督はジャック・ドワイヨン。なお、主演のヴィクトワール・ティヴィソルは、けな気に母親の帰りをひたすら信じて待ち続けるという、純粋無垢な演技で、史上最年少の5歳という若さ（幼さ）で96年ヴェネツィア国際映画祭で主演女優賞を受賞した。

## あらすじ
ポネットは母親の死がわからない。パパがいくら天国へ行ったんだよと言ってもわからない。帰ってくるものだと思い込んでるから････。ポネットはひたすら想う。ひたすら願う、ひたすら･･･ママが帰ってくるの信じて･････。

## スタッフ
- 監督・脚本:ジャック・ドワイヨン
- 製作:アラン・サルド
- 撮影:カロリーヌ・シャンプティエ
- 音楽:フィリップ・サルド

## キャスト
| 役名                 | 俳優                         | 日本語吹替     |
| -------------------- | ---------------------------- | -------------- |
| ポネット             | ヴィクトワール・ティヴィソル | 川田妙子       |
| お母さん             | マリー・トランティニャン     | 原田美枝子     |
| お父さん             | グザヴィエ・ボーヴォワ       | 大塚芳忠       |
| 伯母さん             | クレール・ヌブー             | 高山みなみ     |
| いとこのデルフィーヌ | デルフィーヌ・シルツ         | 岡村明美       |
| いとこのマチアス     | マチアス・ビューロー・カトン | 矢島晶子       |
| ユダヤ人の女の子アダ | レオポルディーヌ・セール     | こおろぎさとみ |
| 学校の友達カルラ     | カルラ・イベルド             | 増田ゆき       |
| リュス               | ルッキー・ロワイエ           | 小桜エツ子     |

## 関連映画
- 汚れなき悪戯
- マルセリーノ・パーネ ヴィーノ